# Zaadmantel
Een zaadmantel of zaadrok is een vlezig (vruchtachtig) omhulsel of aanhangsel van een zaad. Het gaat hier om een uitgroeisel van de ring om de navelstreng (funiculus) of de zaadsteel. De wetenschappelijke term is "arillus" (van arere, droog of dor zijn).
Het is een lekker smakend en voedzaam hapje dat dient als beloning voor het verspreiden van het (onverteerbare) zaad. Vaak oogt de zaadmantel ook aantrekkelijk, om als uithangbord te dienen, maar bij leden van de familie Sapindaceae (als Aki, Kapoelasan, Longan en Ramboetan) bevindt de zaadmantel zich niet in het zicht.
De vruchten van de lychee  en doerian zijn botanisch gezien geen vruchten, maar zaadmantels.

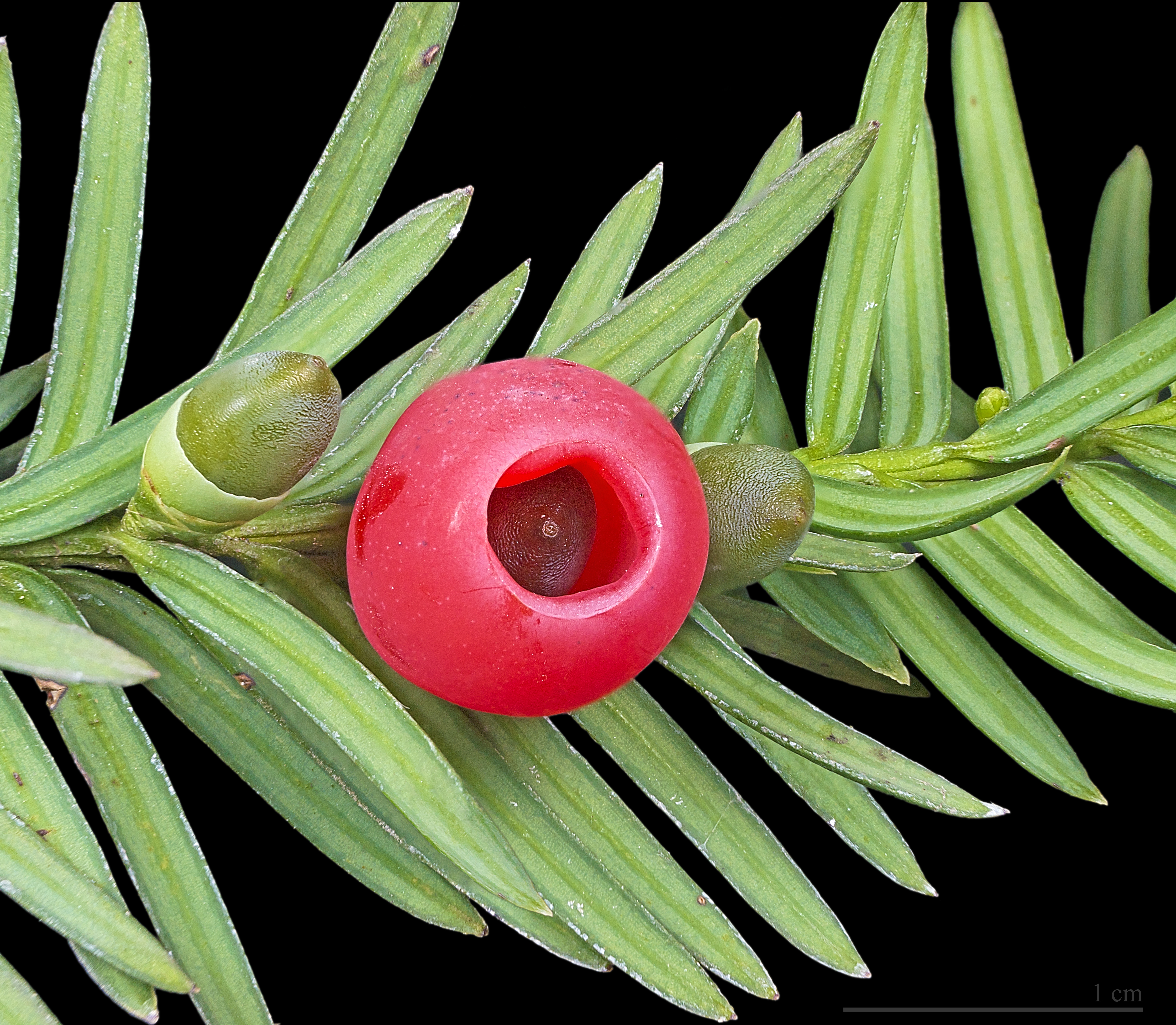
Taxus: de rode zaadmantels zijn zeer opvallend. Het zaad is onverteerbaar en giftig bij beschadiging!
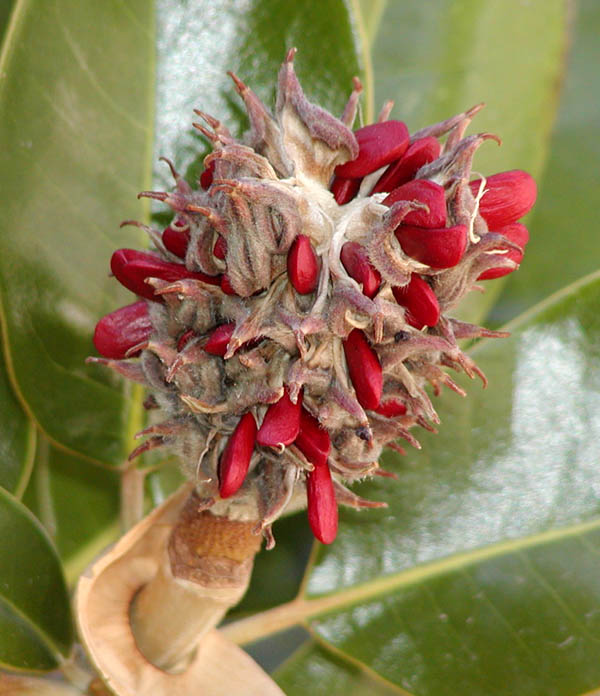
Magnolia: de rode zaadmantels maken deze vrucht opvallend
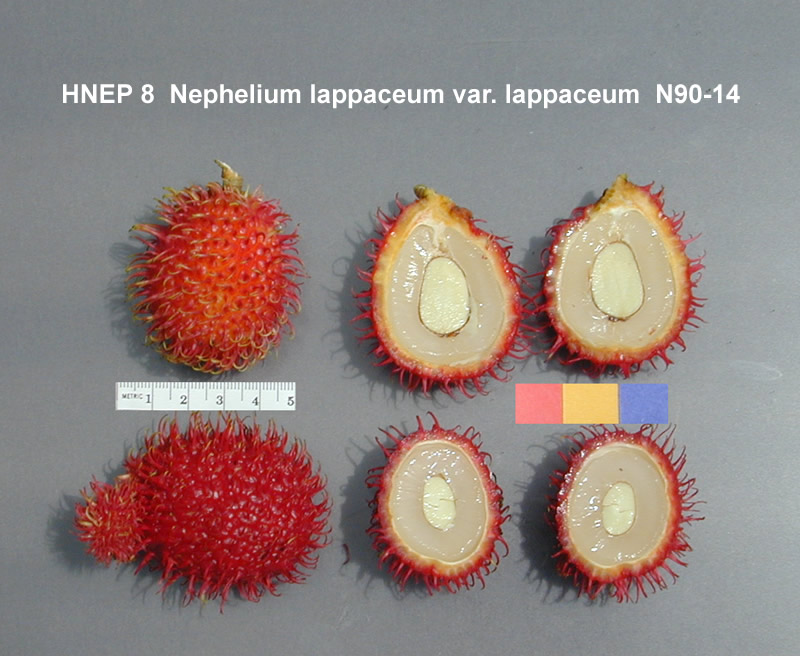
Ramboetan: de witte zaadmantel zelf is niet in het zicht, maar is wel smakelijk
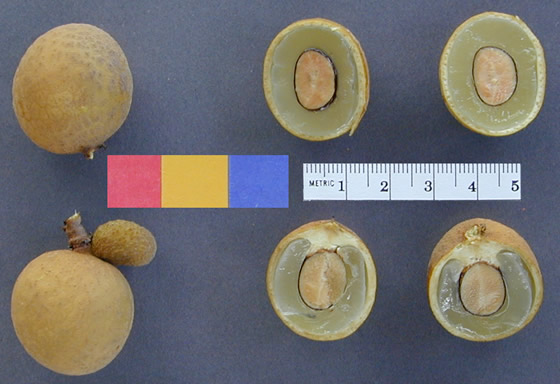
Longan: de zaadmantel zelf is niet in het zicht, maar wel smakelijk
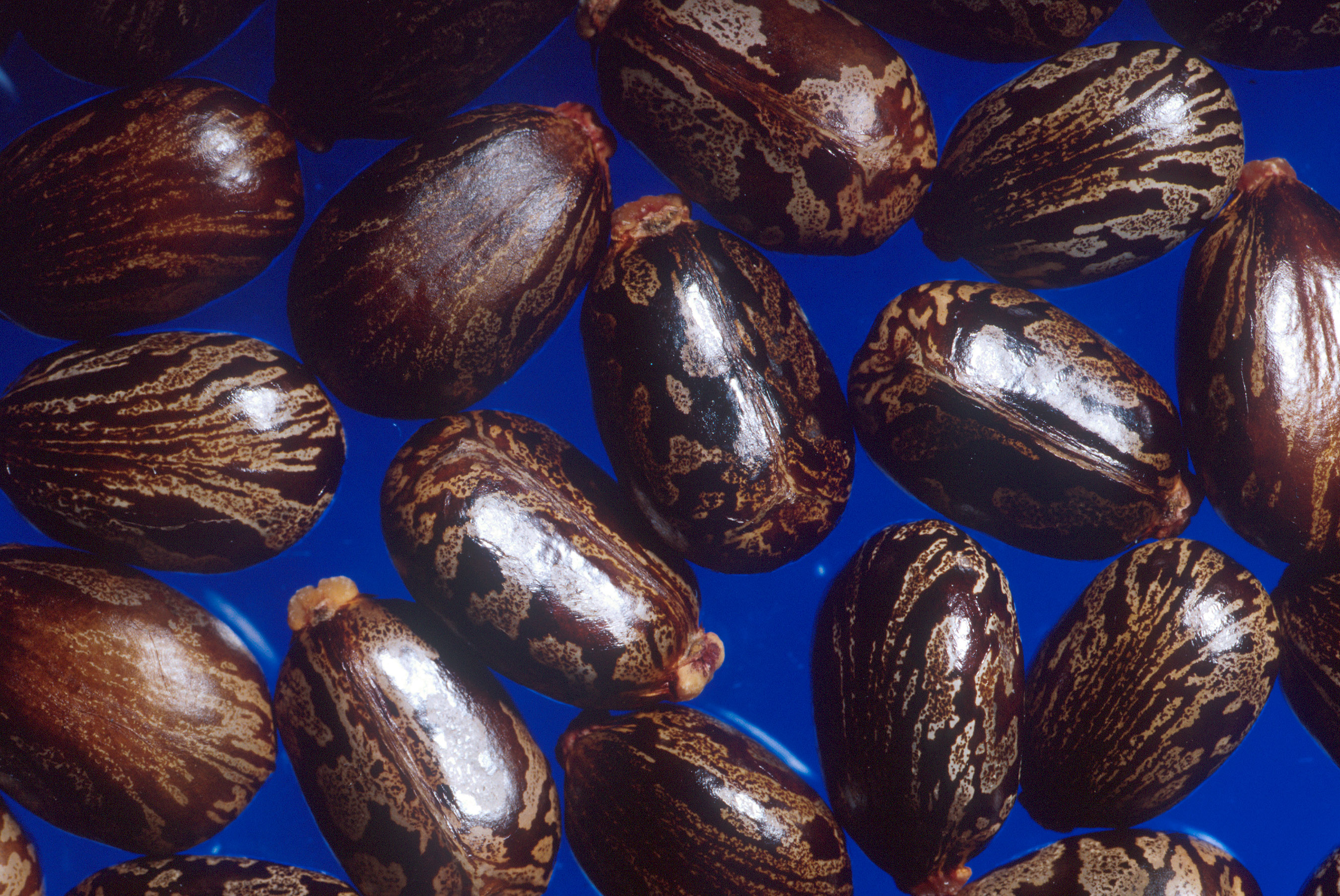
zaden van de wonderboom (Rhicinus communis) met mierenbroodje
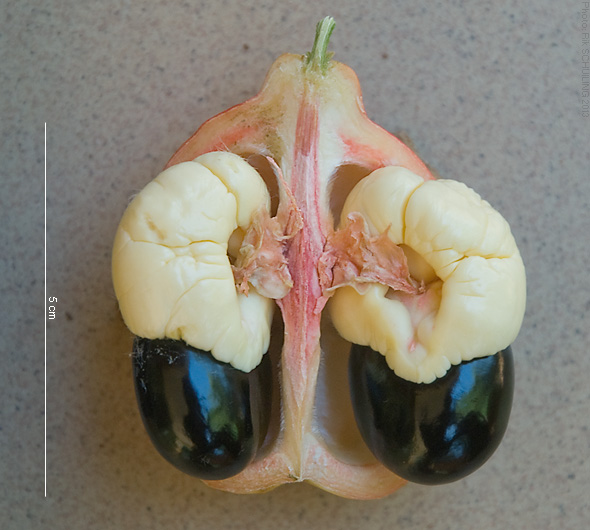
Zaadmantel van Blighia sapida
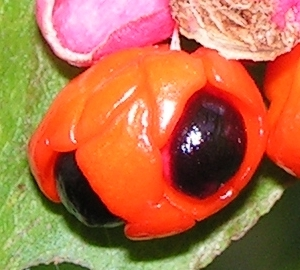
Zaadmantel van Euonymus verrucosus
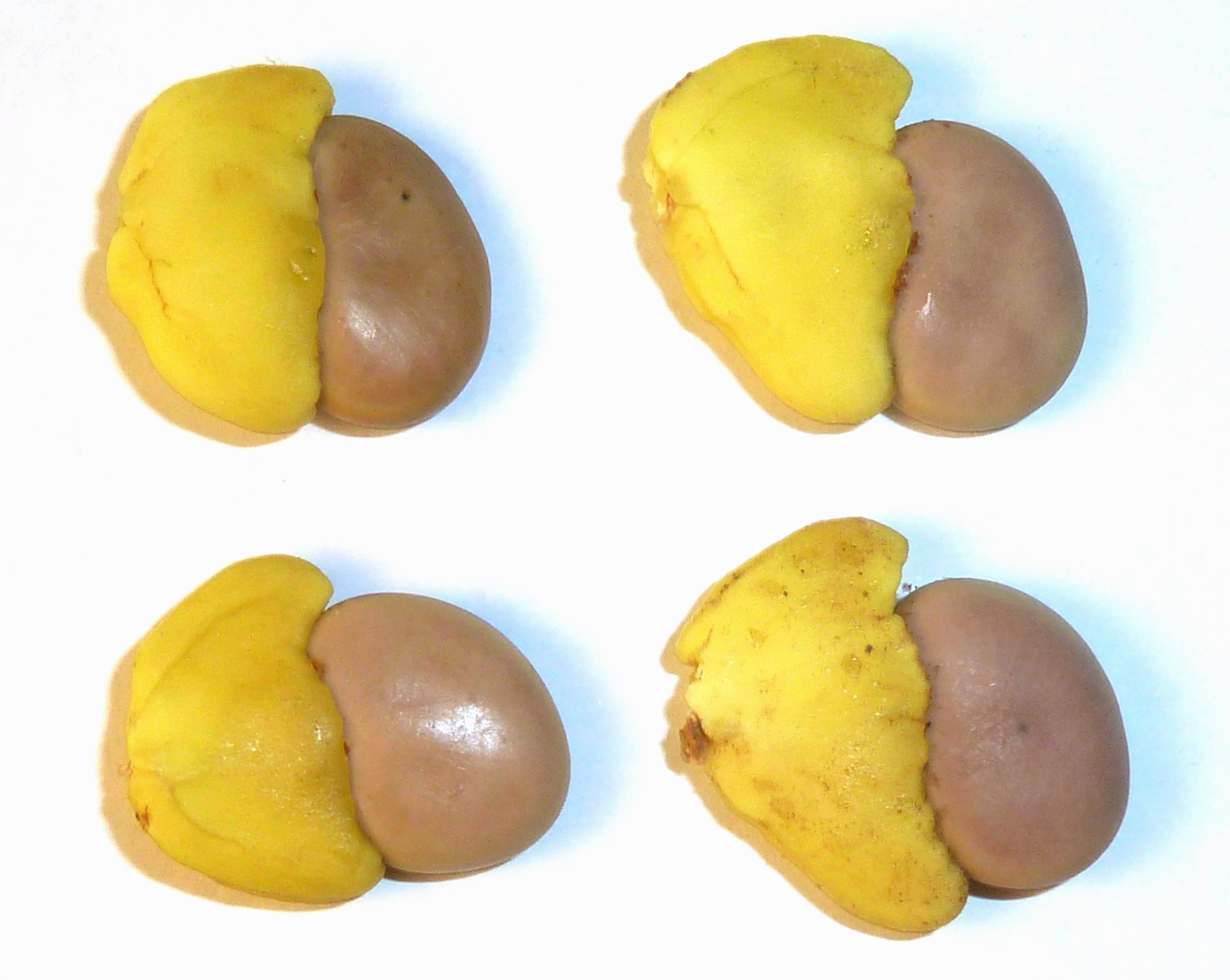
Zaadmantel van Schotia brachypetala
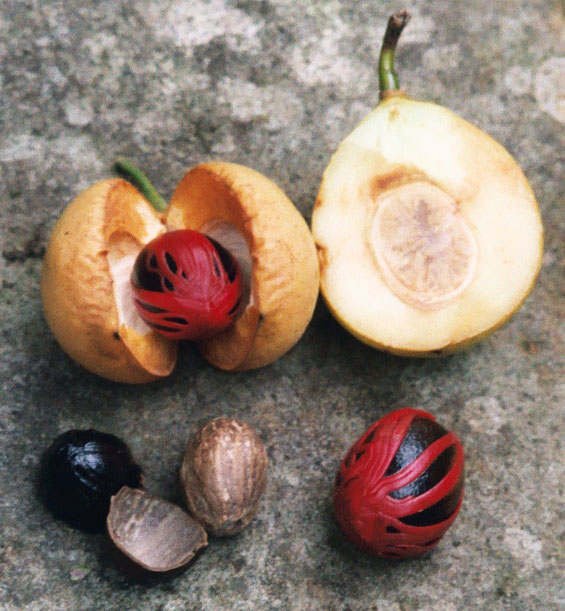
Zaadmantel (foelie) van de muskaatboom
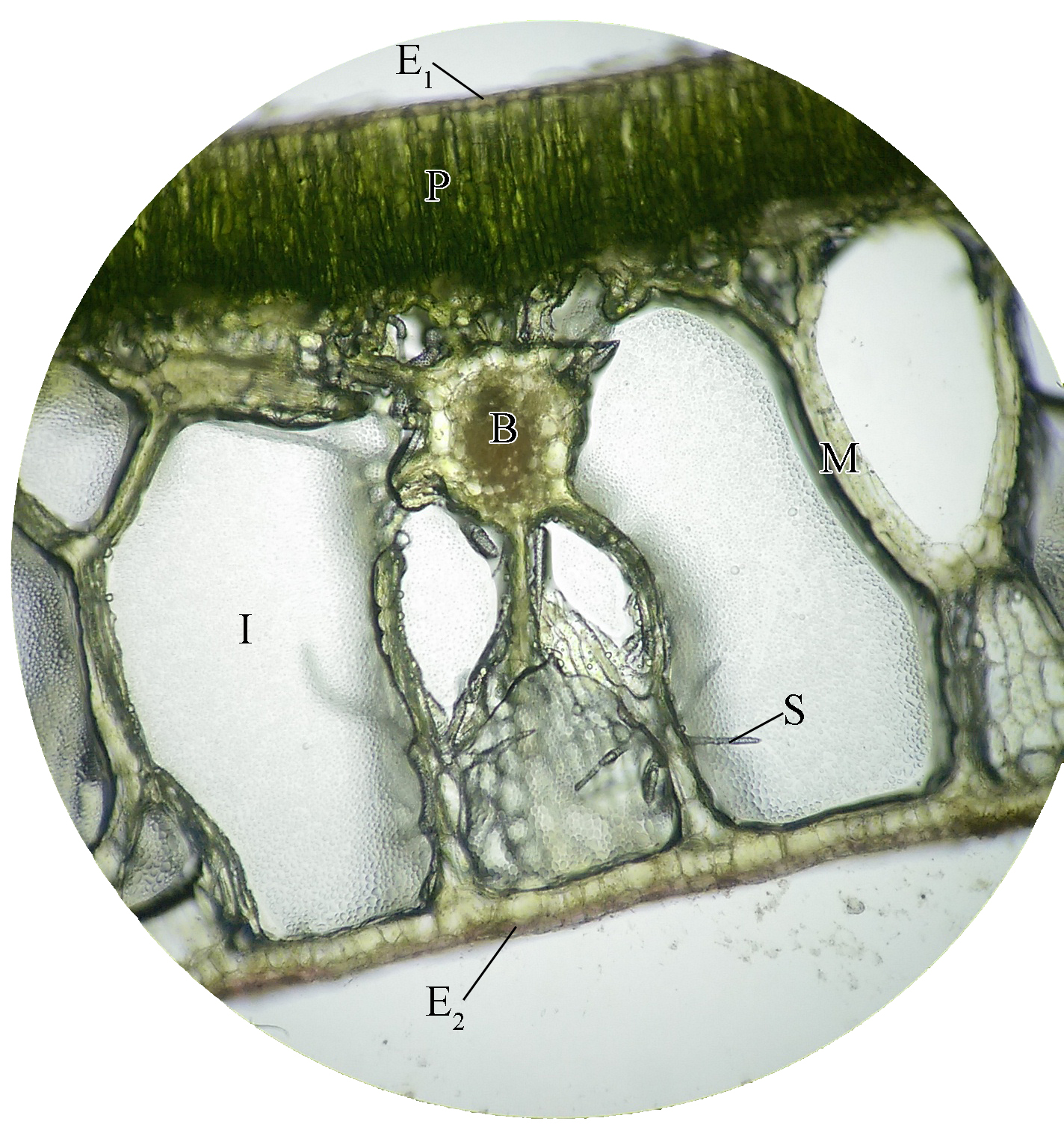
De drijfblaas van de witte waterlelie-vruchten is een zaadmantel

Een voor de mens belangrijke zaadmantel is foelie.